# Wahlenbergia violacea
Wahlenbergia violacea är en klockväxtart som beskrevs av J.A.Petterson. Wahlenbergia violacea ingår i släktet Wahlenbergia och familjen klockväxter. Inga underarter finns listade i Catalogue of Life.